# Andrei Romanov
Andrei Aleksandrovich Romanov (tiếng Nga: Андрей Александрович Романов; sinh ngày 4 tháng 8 năm 1980) là một cầu thủ bóng đá người Nga. Anh thi đấu cho FC Tekstilshchik Ivanovo.

## Danh hiệu
- Thủ môn xuất sắc nhất Russian Second Division, Zone West: 2009,[1] 2010.